# Иванково (Шекснинский район)
Иванково — деревня в Шекснинском районе Вологодской области.
Входит в состав сельского поселения Нифантовского, с точки зрения административно-территориального деления — в Нифантовский сельсовет.
Расстояние по автодороге до районного центра Шексны — 11 км, до центра муниципального образования Нифантово — 9 км. Ближайшие населённые пункты — Дьяконовское, Сямичи, Толстово.
По переписи 2002 года население — 14 человек.